# بيرتا لوتز
بيرتا ماريا خوليا لوتز، ولدت في 2 آب (أغسطس) 1894 في ساو باولو وتوفيت في 16 سبتمبر 1976 في ريو دي جانيرو، سياسية ومختصة في علم الحيوان من البرازيل فضلاً عن كونها دبلوماسية. أصبحت بيرتا قيادية نسوية بارزة في الأمريكيتين وفي حركة حقوق الإنسان.

## سيرتها

### حياتها المبكرة والتعليم
ولدت بيرتا لوتز في ساو باولو، والدها أدولفو لوتز (1855-1940) أحد رواد الطب وعلم الأوبئة، وهو برازيلي من أصل سويسري، وأمها إيمي فولير، ممرضة بريطانية. درست بيرتا العلوم الطبيعية وعلم الأحياء وعلم الحيوان في جامعة باريس وتخرجت عام 1918. ثم عادت إلى البرازيل بعد إنهائها الدراسة.

### العودة إلى البرازيل والكفاح لمنح المرأة حق التصويت
عام 1919، وبعد عامٍ من عودتها إلى البرازيل، أسست بيرتا اتحاداً لملكية تحرير المرأة، اختيرت لتمثيل الحكومة البرازيلية في المجلس الدولي للإناث التابعة لمنظمة العمل الدولية. ثم أنشأت لاحقاً الاتحاد البرازيلي لتقدّم المرأة عام 1922، وهي جماعة سياسية نادت بحقوق المرأة البرازيلية خاصة حقها في التصويت. عملت بيرتا مندوبة في مؤتمر الدول الأمريكية للمرأة في بالتيمور (ماريلاند)عام 1922، ثم تابعت في السنوات اللاحقة حضور مؤتمرات حقوق المرأة.
عام 1925، انتخبت رئيساً لاتحاد الدول الأمريكية للمرأة.
عام 1946، ترأست بيرتا الوفد البرازيلي لجنة الدول الأمريكية الرابع عشر في مونتيفيديو.
إضافة لذلك، وفي الاجتماع السنوي الخامس عشر للجنة الدول الأمريكية للمرأة الذي عقد عام 1970، اقترحت عقد ندوة مخصصة لمعالجة مشاكل محددة تواجه نساء السكان الأصليين في أمريكا. على الرغم من كونها تجاوزت السبعين بقليل إلا أنها واصلت حضور المؤتمرات والضغط بهدف التوسع في حقوق المرأة واستمرت حتى وفاتها عن عمر 92 عام.

## مشاركات بيرتا في المؤتمرات الدولية

### مجلس الإناث الدولي التابع لمنظمة العمل الدولية - 1919
أثناء هذا المؤتمر، دعت بيرتا إلى تحقيق المساواة بين الجنسين وتحديد بنود واضحة لحماية المرأة من الظلم وسوء المعاملة.

### مؤتمر كونغرس نساء عموم أمريكا - بلتيمور 1922
في هذا المؤتمر، دعت بيرتا إلى المساواة في الحقوق والفرص المتاحة للمرأة، مع التركيز باشكل خاص على مشاركتها السياسية

### مؤتمر الدول الأمريكية - مونيفيديو 1933
كانت بيرتا مستعدّة لهذا المؤتمر وجاءت بدراسة للوضع القانوني للمرأة في الأمريكيتين، ودعت إلى أن جنسية النساء المتزوجات يجب أن لا تكون مشروطة من قبل الأزواج. كما اقترحت إلى وضع معاهدة حقوق متساوية وطالبت لجنة المرأة في الدول الأمريكية لإعادة التركيز على ظروف عمل المرأة في الأمريكيتين.

### مؤتمر الأمم المتحدة في سان فرانسيسكو - 1945
كافحت بيرتا إلى جانب ثلاث نساء أخريات لإدراج كلمة «امرأة» في «مقدمة» ميثاق الأمم المتحدة. حيث جاء في البند النهائي: «... الإيمان بحقوق الإنسان الأساسية، وبكرامة الإنسان وبحقوق متساوية للرجال والنساء والشعوب كبيرها وصغيرها»
كما اقترحت لاحقاً إنشاء لجنة خاصة من النساء تهدف إلى تحليل «الوضع القانوني للناس» حول العالم بهدف تحقيق فهم أفضل لعدم المساواة التي تواجهها النساء والتحضّر للتصدي لها. كان لبيرتا الفضل لكونها أبرز المدافعين عن إدراج حقوق المرأة في الدستور، وبدون جهودها، كان من المحتمل أن لا تدرج الأمم المتحدة حماية حقوق المرأة.

## انظر ایضا
- حق النساء في التصويت